# Pirmasens Hauptbahnhof
Pirmasens Hauptbahnhof – stacja kolejowa w Pirmasens, w kraju związkowym Nadrenia-Palatynat, w Niemczech. Znajdują się tu 3 perony.